# The Party (film 2017)
The Party è un film del 2017 scritto e diretto da Sally Potter.
È stato presentato in concorso alla 67ª edizione del Festival di Berlino, dove si è aggiudicato il Guild Film Prize.

## Trama
Janet ha appena raggiunto il coronamento della sua carriera politica, essendo stata nominata ministro della Salute del governo ombra, e decide di celebrare l'evento con una festa in casa con il marito Bill e tre coppie di amici: Gottfried, spirituale e aromaterapista, e April, cinica e pessimista; Jinny e Martha, coppia di donne in attesa di tre figli; Tom il tossicodipendente e, più tardi, Marianne. Ma l'atmosfera festosa svanisce quando Bill annuncia di avere una malattia allo stato terminale e di voler passare il tempo che gli rimane con Marianne. Nel finale Janet rivela che Marianne era anche la sua amante, e le spara perché questa ha scelto di stare con Bill.

## Accoglienza

### Critica
Il sito Metacritic assegna al film un punteggio di 73 su 100 basato su 10 recensioni, mentre il sito Rotten Tomatoes riporta il 92% di recensioni professionali con un giudizio positivo, con un voto medio di 7 su 10.
Geoff Andrew della rivista Sight & Sound lo ha definito «una satira dark che espone le debolezze della classe media britannica e dei sistemi politici, con dialoghi acuti e deliziosa ironia», Jonathan Romney di Screendaily «una commedia frizzante e il film più divertente di una regista la cui serietà concettuale è spesso sembrata scoraggiante», e Paul Heath di The Hollywood News «un'incursione praticamente perfetta che delizia costantemente».
Giudizi analoghi sono stati espressi da Stephen Dalton di The Hollywood Reporter, che lo ha definito «una piccola e affascinante tragicommedia che flirta con la satira sociale selvaggia, senza abbracciarla mai completamente», Patrick Gamble che sul sito CineVue parla di «un film brusco, sgradevole e abilmente interpretato fatto di risate e crudeltà sull'idealismo frustrato e su quanto poco ci vuole per far cadere a pezzi la società», e Vladan Petkovic di Cineuropa.org che evidenzia «una narrazione coinvolgente, divertente ma anche penetrante che va oltre la semplice vita dei protagonisti e ciò che essi rappresentano socialmente».

## Riconoscimenti
- 2017 - Festival di Berlino
  - Candidato per l'Orso d'oro
  - Vincitore del Guild Film Prize
- 2019 - Premio Goya
  - Candidatura per il miglior film europeo